# 柳智宇
柳智宇（1988年6月12日—），法号贤宇，前中国佛教僧人。曾是武漢华师一附中2006屆畢業生，以满分摘得国际奥林匹克数学竞赛金牌，並是其高中學妹少女作家蒋方舟公开宣称的“梦中情人”。高中毕业后，柳智宇被保送至北京大学。2010年，他放棄美国麻省理工学院全额奖学金，在北京西山脚下的龙泉寺成为一名修行居士的行为引起了媒體的關注和眾多爭議。

## 个人简介
柳智宇的父親是武漢華師一附中的物理教師柳超美。2003年，柳智宇進入華師一附中念書。2005年，柳智宇在第31届国际数学奥林匹克循环赛为中国队夺得一枚金牌。2006年，他又入选奧數的国家队，参加中学生国际奥林匹克数学竞赛，获得金牌。随后，柳智宇被保送到北京大学数学系。
据柳智宇的大学同学回忆，入学不久，他加盟了北大耕读社，长年坚持吃素，性格比较内向，为人很平和，大学期间没听说有什么感情纠葛。北大耕读社的网页记录显示，2007年起，柳智宇开始频繁地参加活动，去各处拜访高僧、到寺庙作义工。

## 出家事件
2010年，大學畢業的柳智宇放棄麻省理工學院的全額獎學金，來到北京西山腳下的龍泉寺，成為一名修行居士，引發眾多爭議。
2010年9月7日下午5时11分，蒋方舟在自己的微博中写道：“关于智宇师兄......那些说他想不开，说他浪费资源，反思教育体制害了他的人，都去死吧。”之前也有媒体称，她对柳智宇的评价是：“我看过他的文章，知道他所有的思考都是一下子深入到最终级的问题，所以能够理解他选择皈依宗教作为归宿。但修行的方式有很多种，有点遗憾他的选择这么彻底和决绝。”
2018年，龙泉寺学诚法师事件爆出之后，柳智宇决定离开龙泉寺。之後他前往其他几家寺院。2022年春節期間，柳智宇还俗，之後前往华夏心理从事心理咨询工作。2023年12月，柳智宇表示自己已经结婚。